# Katō Hiroyuki
Katō Hiroyuki (Izushi, 1836 – Tokyo, 1916) è stato uno scrittore giapponese.
Senatore dell'impero giapponese dal 1875, fu docente all'Università Imperiale di Tokyo dal 1877 al 1886 e rettore della stessa dal 1890 al 1893.
Fu uno dei primi studiosi giapponesi del pensiero occidentale e in particolare della filosofia tedesca. Sostenne accesamente l'evoluzionismo.